# Гиррано, Винсент
Винсент Гиррано (родился 17 ноября 1960 года), также известный как Винс Джаррано — современный американский художник-реалист и бывший художник комиксов.

## Биография
Винсент Гиррано родился 17 ноября 1960 года в Буффало, штат Нью-Йорк. Он рано увлекся рисованием, и к тому времени, когда ему было 12 лет Винсент решил стать художником.
Гиррано закончил обучение на бакалавра в области искусств в Государственном университете Нью-Йорка в 1982 году и магистра в области искусств в Сиракузском университете в 1985 году. Впоследствии он работал в Marvel Comics и DC Comics в качестве иллюстратора
.
Около 2000 года Винсент снова начал проявлять активный интерес к изобразительному искусству, особенно к реалистической живописи. Он тщательно изучал произведения Джона Сингера Сарджента, посещал мастер-классы и рисовал с друзьями. С середины 2000-х его работы стали довольно часто появляться на групповых и персональных выставках.
Его работы были выставлены в Национальной портретной галерее США и Национальной портретной галерее в Лондоне.